# Lezay
Lezay är en kommun i departementet Deux-Sèvres i regionen Nouvelle-Aquitaine i västra Frankrike. Kommunen ligger i kantonen Lezay som tillhör arrondissementet Niort. År 2022 hade Lezay 2 013 invånare.

## Befolkningsutveckling
Antalet invånare i kommunen Lezay
| Referens: INSEE |